# Fábrica de porcelana de Pasajes
La fábrica de porcelana de Pasajes (Guipúzcoa) fue un centro fabril español productor de lozas finas entre 1858 y 1910 en esa localidad vasca. Tomó como modelo la producción de Limoges y uno de sus últimos directores fue el ceramista Daniel Zuloaga, desde 1906.

## Historia
En el siglo xix, además de la producción privada de la Real Fábrica de La Moncloa, o de las fábricas de Alcora (Castellón), Cartagena (Murcia), Manises (Valencia), Sargadelos (Lugo), y la de Pickman en Sevilla (1841), la iniciativa privada en su conjunto puso en marcha un notable número de alfares y talleres de loza fina.
En 1851 la fábrica de Pasajes fue propuesta al Ayuntamiento de Pasajes de San Juan por un descendiente de la familia de ceramistas Baignol, ligados a la porcelana de Limoges. El nieto de Étienne Baignol eligió la antigua casa de los jesuitas, y en 1858 formó sociedad con Modesto Lusonáriz, Pedro Bolla y Faustino Echevarría. En 1878 se disolvería dicha sociedad, subastando sus bienes, que adquirió de Eustaqui Irureta. En 1880 se vendió la maquinaria, herramientas y restos de porcelana a Ramón Llanos y Pedro Fussade, que pusieron de nuevo en marcha el complejo fabril. En 1895 comenzó el pleito suscitado por la reclamación de la Fábrica por parte de los descendientes de los Baignol. El litigio entre la sociedad francesa y la guipuzcoana concluyó al año siguiente con la retirada de los Baignol. Ese mismo año Manuel Cámara solicitó al Ayuntamiento de Pasajes el arriendo de la Fábrica e inició un nuevo periodo de producción, el último. En 1911 dejó de fabricarse porcelana y loza, en favor de la producción de aisladores para instalaciones eléctricas y ladrillos refractarios. De sus instalaciones en el palacio de los Arizabalo y su entorno solo queda en pie la chimenea de ladrillo.

## Características
En la monografía titulada Industria Guipuzcoana (1894) de Nicolás de Bustinduy, el autor francés describe la porcelana de Pasajes como Manufactura de porcelana de Fusada y Comp y especifica que usa «kaolín y feldespato de Limoges; tierra refractaria para crisoles de Villagarcía; arena refractaria, y yeso para moldes, de Burdeos; como combustible, carbón mineral y leña de roble. Dispone de un buen horno, de tornos, mesas y discos para torneadores y modeladores, depósitos y tinas para la pasta. Además del departamento del horno y salas de aparatos, tiene un departamento especial para los pintores, y por último, un hornillo ó mufla. Verifica 30 hornadas anuales, y emplea 52 operarios».
Estudios posteriores describen la producción de Pasajes como «piezas de gran espesor, fondos muy blancos, buenos dorados y decoraciones a todo color», especialmente dedicada a piezas de vajilla, jarrones y jofainas. Se ha destacado su taller de doradores, con artistas como el francés Edmon Corbin. En Pasajes se realizó una serie de piezas destinadas a la Reina Regente, con el sello de la Fábrica, año de producción e identidad del personaje agasajado que han servido como guía para datar y clasificar piezas dispersas, dada la dificultad que supone el hecho de que no se tuviera costumbre de marcar la producción, salvo por el empleo de unas rayas o trazos, similares a los usados en Limoges. Otro signo de reconocimiento de sus piezas es el inconfundible «grueso dorado de los primeros tiempos y los gruesos tonos rojizos de la época de Fussade».